# Tully (Frankrijk)
Tully is een gemeente in het Franse departement Somme (regio Hauts-de-France) en telt 663 inwoners (1999). De plaats maakt deel uit van het arrondissement Abbeville.

## Geografie
De oppervlakte van Tully bedraagt 1,9 km², de bevolkingsdichtheid is 348,9 inwoners per km².
De onderstaande kaart toont de ligging van Tully (Frankrijk) met de belangrijkste infrastructuur en aangrenzende gemeenten.

## Demografie
Onderstaande figuur toont het verloop van het inwonertal (bron: INSEE-tellingen).